# Kepler-20 c
Kepler-20 c est une exoplanète en orbite autour de Kepler-20, une possible naine jaune de type spectral G5V, un peu plus froide et plus petite que le Soleil mais sensiblement plus âgée et de métallicité équivalente située à environ ∼ 929 a.l. (∼ 285 pc) du Système solaire dans la constellation de la Lyre. Au moins quatre autres corps ont été détectés autour de cette étoile à l'aide du télescope spatial Kepler par la méthode des transits : Kepler-20 b, d, e et f.
Avec une masse volumique d'environ 2,9 g·cm-3, Kepler-20 c serait de type Neptune chaud avec une masse d'environ 16,1 masses terrestres — à peine inférieure à celle de Neptune — orbitant en 10,9 jours à environ 0,093 UA de son étoile parente, ce qui lui confèrerait une température d'équilibre moyenne d'environ 440 °C.